# الظبيعة (ساة)
'

تعديل مصدري - تعديل

الظبيعة هي إحدى قرى عزلة ساه بمديرية ساة التابعة لمحافظة حضرموت، بلغ تعداد سكانها 573 نسمة حسب تعداد اليمن لعام 2004.